# Haze (film, 2005)
Pour les articles homonymes, voir Haze.
Pour plus de détails, voir Fiche technique et Distribution.
Haze est un moyen métrage japonais réalisé par Shin'ya Tsukamoto en 2005.

## Synopsis
Un homme se réveille, enfermé dans sorte de labyrinthe souterrain, tellement exigu, qu'il peut à peine s'y déplacer. Il ne se souvient ni d'où il vient ni comment il est arrivé dans cet enfer. À l'abdomen, il a une blessure profonde et douloureuse. Il commence à se déplacer dans les confins étroits de ce labyrinthe, en tentant de survivre aux pièges mortels omniprésents. Il doit parfois se déplacer à la force de ses dents...
Dans un lieu rempli de membres arrachés et putrescents, il rencontre alors une femme - elle aussi amnésique - et tentent ensemble de trouver des réponses en vain. Alors que l'homme est prêt à abandonner, la femme décide de déblayer un passage dans un égout; en la suivant il la perd de vue...

## Fiche technique
- Titre : Haze
- Réalisation : Shin'ya Tsukamoto
- Scénario : Shin'ya Tsukamoto
- Musique : Chū Ishikawa
- Montage : Shin'ya Tsukamoto
- Pays d'origine : Japon
- Langue : japonais
- Format : Couleurs - DV
- Genre : Horreur
- Durée : 49 minutes (version longue), 24 minutes (version du festival de Jeonju)
- Budget : environ 40 000 Euros (environ 6 450 000 Yens)

## Distribution
- Shin'ya Tsukamoto
- Kahori Fujii

## Autour du film
- Le film a été tourné en treize jours.
- Ce film de Tsukamoto est une commande du Festival du Film International de Jeonju (Corée du Sud), pour la promotion d'une nouvelle caméra digitale. La version du festival dure 24 minutes et fait partie d’un film à trois sketches. Tsukamoto a monté une version plus longue, indépendante d’une durée de 50 minutes.
- L'intérêt du film vient de son approche inhabituelle de l’horreur. Haze est un film de situation, le personnage est plongé sans prologue dans le labyrinthe et son amnésie permet de ne se focaliser que sur cette situation, et l’évolution du personnage dans cette situation. Cette manière d’appréhender le scénario permet d’éviter habilement de s’attarder sur une histoire plus détaillée, sur la présentation des personnages, etc. Tsukamoto prend le parti stylistique de faire un film sensoriel et agressif. L’expérience de la caméra digitale permet au réalisateur une rapidité et une virtuosité de tournage qu’il n’aurait pas pu trouver avec d’autres supports plus lourd que la DV. Il retrouve la nervosité de ses premiers films et qu’il avait peu à peu abandonné.
- Les thèmes récurrents au réalisateur sont présents dans cette œuvre (le rapport de l'homme à la douleur, la chair, le sentiment d’enfermement urbain…)
- La fin du film, malgré son opacité, est en contraste avec l'ambiance glauque et claustrophobe du film.

## Festivals
- Festival international du film de Jeonju (28 avril 2005)
- Festival du film de New York (1er octobre 2005)
- Festival du film Lyon Asiexpo (12 novembre 2005)
- FilmAsia Festival (3 décembre 2005)
- Festival du film de Cologne Cineasia (10 décembre 2005)
- Festival international du film de Mar del Plata (11 mars 2006)
- Festival du film d'horreur Dead by Dawn (21 avril 2006)